# 2024-es magyar teniszbajnokság
A 2024-es magyar teniszbajnokság a százhuszonötödik magyar bajnokság volt. A bajnokságot december 19. és 22. között rendezték meg Balatonfüreden, a Forrás Sportparkban.
A Magyar Tenisz Szövetség a bajnokságot a korábbi években szeptemberben rendezte. 2024-ben decemberre helyezték át a versenyt. Ebben az időszakban nem rendeztek nemzetközi versenyeket. Ezzel biztosították a lehetőséget az indulásra a magyar éljátékosok számára. A nevezők a világranglista alapján emelték ki. Az első négy a negyeddöntőben, további négy játékos az első körben kezdte meg a versenyt. A többiek a Nemzeti Edzésközpontban december 13. és 16. között  rendezett selejtezőből juthattak a főtáblára. Az egyéni bajnokság összdíjazása 20 millió forint volt, a győzteseknek 4 millió forint járt.

## Eredmények
| Versenyszám  | Arany                                                        | Arany | Ezüst                                                 | Ezüst | Bronz | Bronz |
| ------------ | ------------------------------------------------------------ | ----- | ----------------------------------------------------- | ----- | --- | ----- |
| Férfi egyéni | Marozsán Fábián Hajdúszoboszló SE                            |       | Fucsovics Márton Ludovika SE                          |       | Piros Zsombor Ludovika SEBoros Attila Vasas SC                                                                                              |       |
| Női egyéni   | Gálfi Dalma MTK                                              |       | Bondár Anna Hajdúszoboszló SE                         |       | Nagy Adrienn MTKTóth Amarissa Kiara Fehérvár Kiskút TK                                                                                      |       |
| Férfi páros  | Madarász Gergely, Füle Mátyás MTK, Ludovika SE               |       | Kisantal Botond, Sávay Zalán Sándor Vasas SC, Next TA |       | Piros Zsombor, Bélafalvi-Bálint Tamás Ludovika SE, MTKJilly Ádám, Bakonyi Dávid Alfa TI, Pasarét TK                                         |       |
| Női páros    | Molnár Kitti, Kardos Lora Fehérvár Kiskút TK, Mini Garros TK |       | Mihálka Anna, Kálmán Luca Alfa TI                     |       | Juhász Janka, De Paola Viviana Százhalombattai VUK SE, Mátyásföldi LTCTeker Lotti, Farkaslaki-Hints Flóra Tenisz Műhely, Fehérvár Kiskút TK |       |